# Chaetocnema aerosa
Chaetocnema aerosa is een keversoort uit de familie bladkevers (Chrysomelidae). De wetenschappelijke naam van de soort werd in 1846 gepubliceerd door Letzner.